# SEIS
SEIS (Seismic Experiment for Interior Structure, с англ. — «Сейсмический эксперимент внутренней структуры») — французский сейсмометр и основной научный прибор, установленный на космическом аппарате InSight. Разработан Национальным центром космических исследований (CNES). Ожидается, что SEIS проведёт сейсмические измерения на Марсе, которые позволят лучше понять его внутреннюю структуру. Анализируя прохождение сейсмических волн через оболочки Марса, исследователи надеются определить глубину и состав каждого из его слоёв.

Анимация, показывающая установку сейсмометра SEIS на поверхность Марса роботизированной рукой аппарата InSight

6 апреля 2019 года сейсмометр впервые зафиксировал марсотрясение. Ещё три сигнала были зарегистрированы в другие дни — 14 марта, 10 и 11 апреля. Но они были ещё слабее. Тем не менее, они также могут иметь сейсмическое происхождение. За полгода сейсмометр SEIS зафиксировал более 100 событий, 21 из которых — возможные марсотрясения. В период от включения сейсмографа SEIS до 30 сентября 2019 года за первые 207 солов было зафиксировано 174 марсотрясения, 24 из них имели магнитуду 3—4. К середине декабря 2019 года SEIS зафиксировал 322 марсотрясения. Два самых сильных марсотрясения произошли в геологически активной зоне Борозды Цербера, которая находится примерно в 1600 км от места посадки зонда InSight.
С конца июня 2020 года до осени не зафиксировано ни одного марсотрясения. За сентябрь 2020 года SEIS зарегистрировал 5 сейсмических событий, за чуть более одного марсианского года — более 480 марсотрясений, при этом ни один толчок не имел магнитуду более 3,7. Во всех марсотрясениях, зафиксированных SEIS, отмечались только продольные первичные волны (P-волны) и поперечные вторичные волны (S-волны) и ни в одном из них не было поверхностных волн.
Почти 50 марсотрясений магнитудой более 2 баллов, зарегистрированных сейсмометром SEIS, позволили учёным сделать вывод о том, что верхняя мантия на Марсе простирается на глубину примерно 700—800 км, радиус расплавленного ядра Марса составляет от 1810 до 1860 км, а средняя плотность ядра составляет от 5,7 до 6,3 г/см³. Изучение сейсмических волн, прошедших сквозь ядро Марса (события S0976a и S1000a, зафиксированные 25 августа и 18 сентября 2021 года), позволило оценить медианный радиус ядра в 1780—1810 км, а его плотность — в 6,2—6,3 г/см³. Ядро Марса содержит в среднем от 20 до 22 % легкосплавных элементов, если учитывать серу, кислород, углерод и водород.
В начале марта 2021 года для того что бы уменьшить уровень шумов в данных сейсмометра зонд InSight начал при помощи ковша, установленного на конце 2,4-метровой роботизированной руки IDA засыпать шлейф, соединяющий сейсмограф со станцией и отвечающий за передачу энергии и данных, песком, чтобы уменьшить суточные перепады температуры шлейфа. 15 марта ковш засыпал первой партией грунта защитный колпак сейсмометра. 7 и 18 марта 2021 года сейсмометр SEIS зафиксировал два марсотрясения магнитудой 3,3 и 3,1. Два новых сильных марсотрясения были выявлены спустя почти два земных года после регистрации двух предыдущих сильнейших марсотрясений магнитудой 3,5 и 3,6. 25 августа 2021 года сейсмограф SEIS зафиксировал два марсотрясения магнитудой 4,2 и 4,1. Эпицентр марсотрясения магнитудой 4,2 находился на расстоянии 8500 км от сейсмометра, возможно, в долинах Маринер. Событие магнитудой 4,2 сопровождалось медленными низкочастотными колебаниями, в то время как марсотрясение магнитудой 4,1, эпицентр которого находился в 925 км от сейсмометра, сопровождался быстрыми высокочастотными колебаниями. 18 сентября 2021 года SEIS зафиксировал сейсмическое событие S1000a магнитудой 4,1, продолжавшееся почти полтора часа.
4 мая 2022 года SEIS зафиксировал самое сильное марсотрясение S1222a, сначала оценëнное магнитудой 5 баллов, а затем — магнитудой 4,7. Эпицентр марсотрясения находился на расстоянии более чем в 2000 км от сейсмометра. Высокочастотные и низкочастотные поверхностные волны расходились по коре и верхней мантии в течение 10 часов, несколько раз обогнув планету.
В данных сейсмометра SEIS, записанных в течение ночи с 18 на 19 февраля 2021 года, не удалось обнаружить никаких сигналов ни от входа, спуска и приземления марсохода Perseverance, ни от искусственных марсотрясений, вызванных падением вольфрамовых блоков на поверхность Марса в 3450 км к западу от сейсмометра.
SEIS смог зафиксировать слабые сейсмические события (магнитудой (Mv) 1,2—1,6) от падений четырёх метеоритов на поверхность нагорья Элизий (Elysium Planitia), после входов в атмосферу Марса метеороидов 27 мая 2020 года (S0533a), 18 февраля 2021 года (S0793a), 31 августа 2021 года (S0981c) и 5 сентября 2021 года (S0986c), которые порождались телами с массой от 10,6 до 42,1 кг. SEIS регистрировал сигналы в диапазоне частот от 0,4 до 4,0 герц, которые соответствовали сейсмическим P- и S-волнам и колебаниям грунта из-за ударно-генерированных акустических волн. Источники сейсмических сигналов находились на расчётном расстоянии 84–286 км от сейсмометра. Все потенциальные места падений метеоритов были сфотографированы зондом Mars Reconnaissance Orbiter и во всех случаях потенциальный ударный кратер попадал в соответствующий эллипс возможного положения кратера на основе сейсмических данных. Эффективный диаметр места падения составляет от 3,9 до 11,9 метров.
Событие S1000a магнитудой 4,1 ± 0,2 было вызвано падением 18 сентября 2021 года метеорита на поверхность Марса в горной местности Темпе-Терра к востоку от плато Фарсида и к северу от долин Маринер и позволило определить структуру скоростей P-волн в нижней мантии.
24 декабря 2021 года сейсмометр SEIS зафиксировал крупное сейсмическое событие с отчётливой сигнатурой, вызванной падением метеорита на поверхность Марса на равнину Амазония, что было подтверждено спутниковыми наблюдениями за новообразованным 150-метровым кратером глубиной ~21 метр.

## Устройство

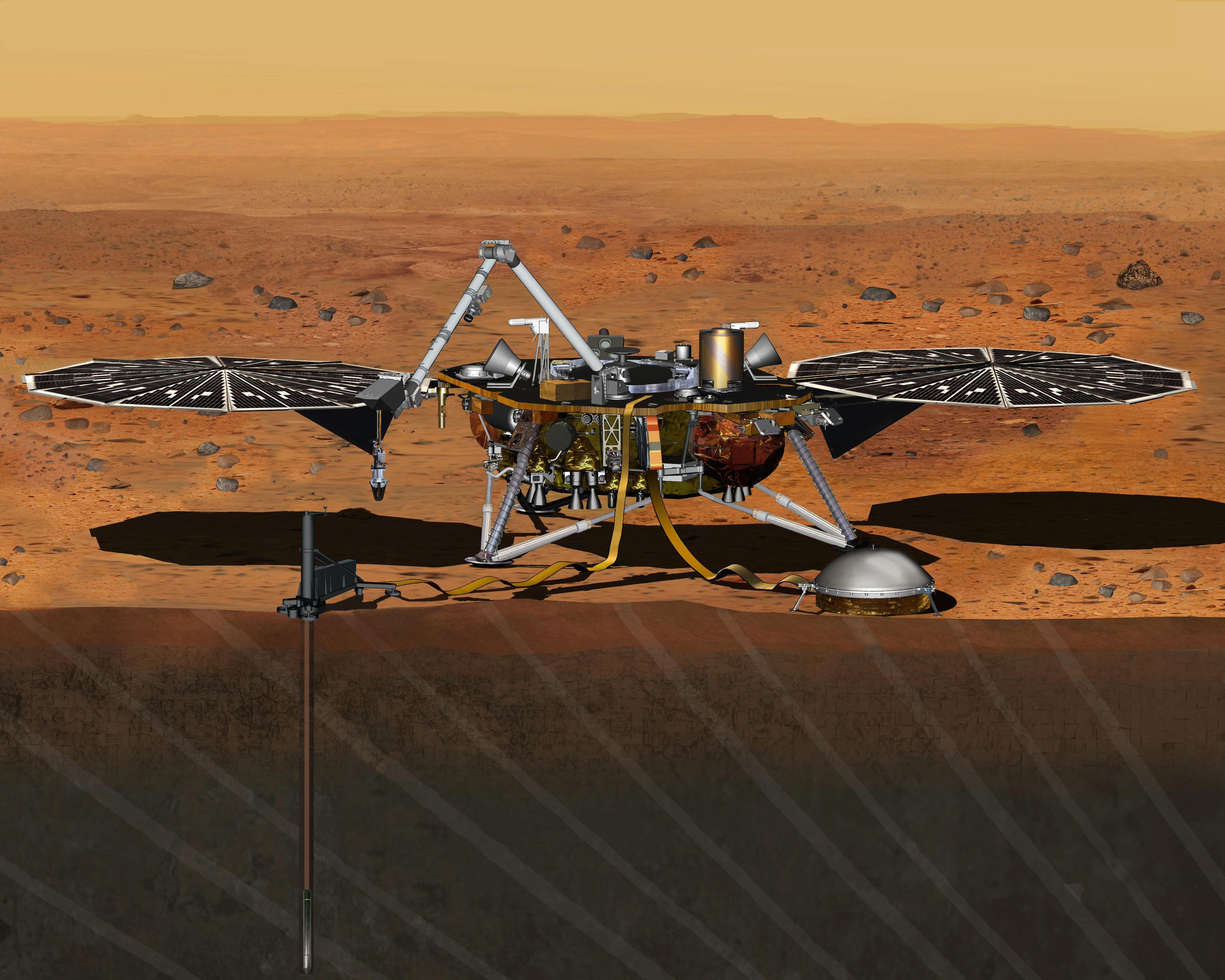
Художественное представление сейсмографа SEIS, развёрнутого на марсианской поверхности (справа). Слева находится инструмент HP3, проникающий под поверхность
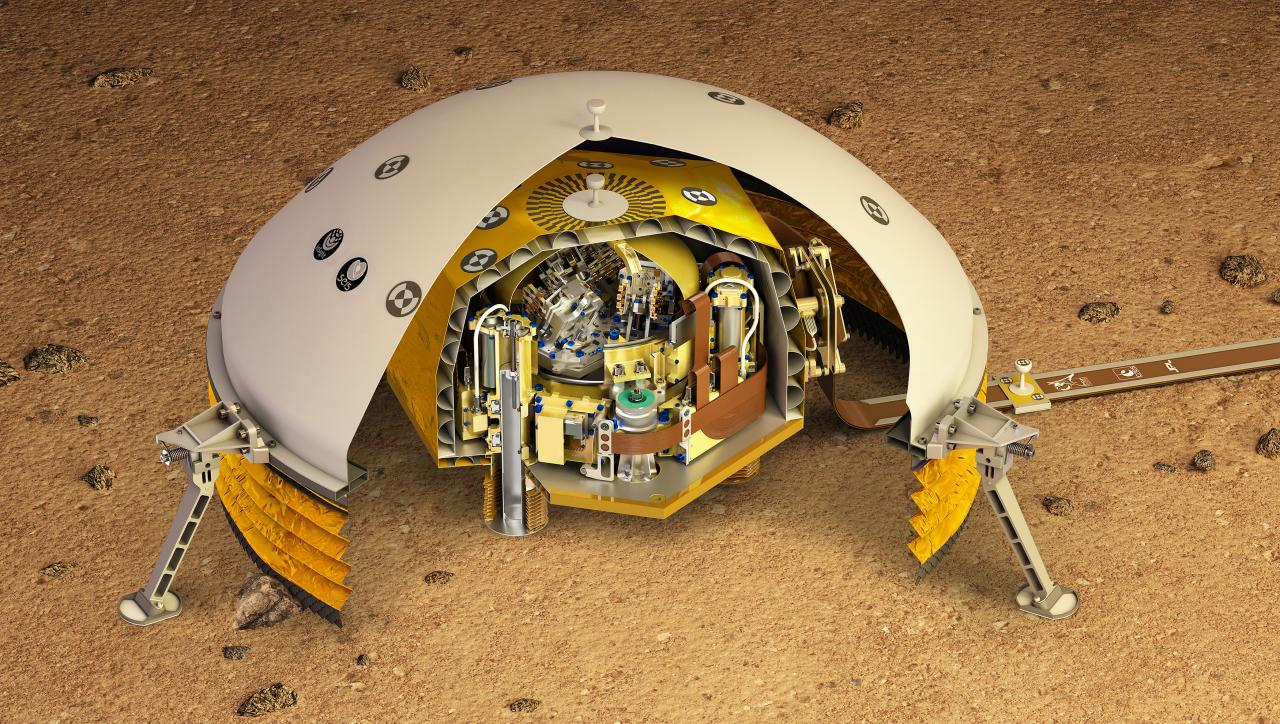
Иллюстрация, показывающая в разрезе внутренние компоненты сейсмометра SEIS